# Nahr al-Bared, Syria
Nahr al-Bared (tiếng Ả Rập: نهر البارد) là một ngôi làng ở phía tây bắc Syria, một phần hành chính của Tỉnh Hama, nằm về phía tây bắc của Hama. Nó nằm ở đồng bằng al-Ghab ở quận al-Suqaylabiyah. Các địa phương gần đó bao gồm Tell Salhab ở phía nam, al-Asharinah ở phía đông, Hawrat Ammorin và al-Suqaylabiyah ở phía bắc và al-Mazhal và Ayn al-Kurum ở phía tây bắc. Theo Cục Thống kê Trung ương Syria, Nahr al-Bared có dân số 4.016 trong cuộc điều tra dân số năm 2004. Cư dân của nó chủ yếu là Alawites.

## Phong cảnh
Mặc dù ngôi làng được coi là hiện đại, nhưng nó vẫn chứa một số tàn tích.  Ngôi làng cũng nằm ở một con sông lớn và trong mùa đông thường xuyên nhận được tuyết.

## Tiện nghi
Nahr al-Bared có ba khách sạn, được gọi là Sahara Hotel, Abo Allosh và Abo Maher. Ngoài ra còn có ba nhà thờ Hồi giáo trong làng được gọi là al-Sheikh Abd al-Hadi Haidar, al-Sheikh Soliman Moaala và Ali Naser. Ngôi làng cũng có một nhà hàng lớn có thể được truy cập bằng cách sử dụng một chiếc xe buýt siêu nhỏ. Nahr al-Bared cũng có một trạm xăng lớn.